# Dead to the World (Marilyn Manson)
Dead to the World è il primo album video del gruppo musicale statunitense Marilyn Manson, pubblicato il 10 febbraio 1998 dalla Nothing Records e dalla Interscope Records.
Uscito su supporto VHS, documenta il famigerato Dead to the World Tour tenuto dalla band tra il 1996 e il 1997. Contiene principalmente esibizioni dal vivo, ma anche momenti tratti dal backstage e filmati di archivio della band. Oggi è fuori catalogo, ma negli ultimi anni si è parlato di una sua possibile ristampa.
Tra i contenuti degni di nota ci sono le proteste da parte dei gruppi cristiani di destra, i pensieri ad alta voce di Manson tra sé e sé e l'immensa e brutale scenografia presentata dalla band durante i loro concerti. Basato sull'album Antichrist Superstar, questo album video include sei canzoni tratte dall'album e altri successi contenuti nei precedenti Portrait of an American Family e Smells Like Children. Chiaramente il tour riprendeva i temi dell'album attorno al quale era stato studiato - le critiche di Manson nei confronti della religione organizzata in questo video e non solo, sono ironicamente dimostrate nelle vere azioni delle persone che contestavano la sua credibilità.

## Risvolto di copertina
(Marilyn Manson, ottobre 1996)
Gli avvenimenti controversi accaduti durante il tour di supporto ad Antichrist Superstar hanno fatto da sfondo a questo video, visto interamente dall'obiettivo della telecamera del cameraman ufficiale della band. I picchettaggi da parte dei fanatici, i moralisti fulminanti, l'ipocrisia dei politici, le decine di migliaia di fan che vennero a vedere di persona e, naturalmente, direttamente dal vero cuore del temporale, Manson stesso. Un'ora di performance dal vivo con materiale dal backstage che vi aiuterà a capire come deve essere stato essere al centro di questi straordinari avvenimenti. [MM]

## Tracce
Testi di Manson, eccetto dove indicato.
1. Angel with the Scabbed Wings (musica: Gacy, Manson, Ramirez)
2. Lunchbox (musica: Berkowitz, Gein)
3. Kinderfeld (musica: Gacy, Ramirez)
4. Sweet Dreams (Are Made of This) (testo: Lennox, Stewart – musica: Manson, Ramirez)
5. Apple of Sodom
6. Antichrist Superstar (musica: Gacy, Ramirez)
7. The Beautiful People (musica: Ramirez)
8. Irresponsible Hate Anthem (musica: Berkowitz, Gacy)
9. Rock 'n' Roll Nigger (testo: Smith, Kaye)
10. 1996 (Spoken Word Version) (musica: Ramirez)

## Formazione
- Marilyn Manson - voce, chitarra, flauto di Pan
- Twiggs Ramirez - basso
- Pogo - tastiera
- Ginger Fish - batteria
- Zim Zum - chitarra

## Riedizioni
Manson annunciò nel novembre 2005 di essere interessato a ripubblicare Dead to the World e il suo successore God Is in the TV su supporto DVD, anche se a oggi questo progetto non ha ancora visto la luce.